# 自殺攻擊
自殺攻擊或称自杀式袭击、人肉炸彈，是一種將自杀擴大為傷害自己及目標者的行為，現代的自殺式攻擊通常是由自殺者在身上綁好炸彈，走到目標地，或是以裝滿炸彈的载具衝撞特定目標然後進行引爆，以達到傷害和宣傳信念的手段。自杀攻击在历史上屡见不鲜，在军事冲突有诸如神风特攻队这样的例子，而在恐怖主义中最著名的案例则是911事件。
从第二次世界大战结束到1980年间，世界上任何地方实施成功的自杀式袭击都非常少， 但从1981年到2015年9月，40多个国家共发生了4814起自杀式袭击，造成45000多人死亡。 在此期间，全球此类自杀式袭击的发生率从1980年代的平均每年3起逐步增加到1990年的每月1起， 而从2001年至2003年的每周1起则又逐步增加到2003年至2015年间每天1起。
自杀式袭击往往比其他恐怖袭击更加致命也更具有破坏性，因为这种袭击方式能让实施者隐藏袭击武器，并在最终引爆才会被人发现，而且自杀式袭击并不依赖远程遥控、延迟爆炸、制定逃跑计划或呼叫救援这些方式。在1981年至2006年期间，自杀式袭击仅占全世界所有恐怖袭击的4%，但造成的死亡人数却占所有与恐怖主义有关的死亡人数的32% (14599人)。而90%的自杀式袭击发生在阿富汗、伊拉克、以色列、巴勒斯坦领土、巴基斯坦和斯里兰卡。截至2015年，约四分之三的自杀式袭击都发生在阿富汗、巴基斯坦和伊拉克这三个国家。
自杀式袭击也会被作为一种心理战武器，目的是向目标人群灌输恐惧氛围， 瓦解“社会团结稳定安全”的结构和消除公众对公共区域的安全感，也能表明实施者为实现其目标将不惜一切代价。
自杀式袭击有时可能有多种动机。神风特攻队飞行员是完全服从军事命令下行动的，而其他自杀式袭击则是出于宗教或民族主义目的。据分析师罗伯特·佩普说，在2003年之前，大多数自杀式袭击的目标都是占领军部队。人类学家斯科特·阿特兰指出，自2004年以来，伊斯兰的殉道意识激励了绝大多数的自杀袭击者。

## 定义

#### 恐怖主义
自杀式袭击包括以恐怖活动形式的自杀式袭击（通常被定义为“以恐吓为主要目的”或“意图造成平民或非战斗人员死亡或严重肢体伤害“的行动) ，也包括不针对非战斗人员的自杀式袭击。一名曾在伊斯兰激进分子中生活过的记者贾森·伯克提出了另一个定义，他认为大多数人还将恐怖主义定义为“使用或威胁使用严重暴力”来推进某种“事业”，并强调恐怖主义只是一种推进其“事业”的手段策略。  学者弗雷德·哈利迪曾写道，将“恐怖分子“或者“恐怖主义”这两个称谓来赋予一个群体的行为也是一种策略，而恰好一些国家或者政府就会使用这种策略来否认反对派或者异议组织的“合法性“。

#### 自杀式恐怖主义

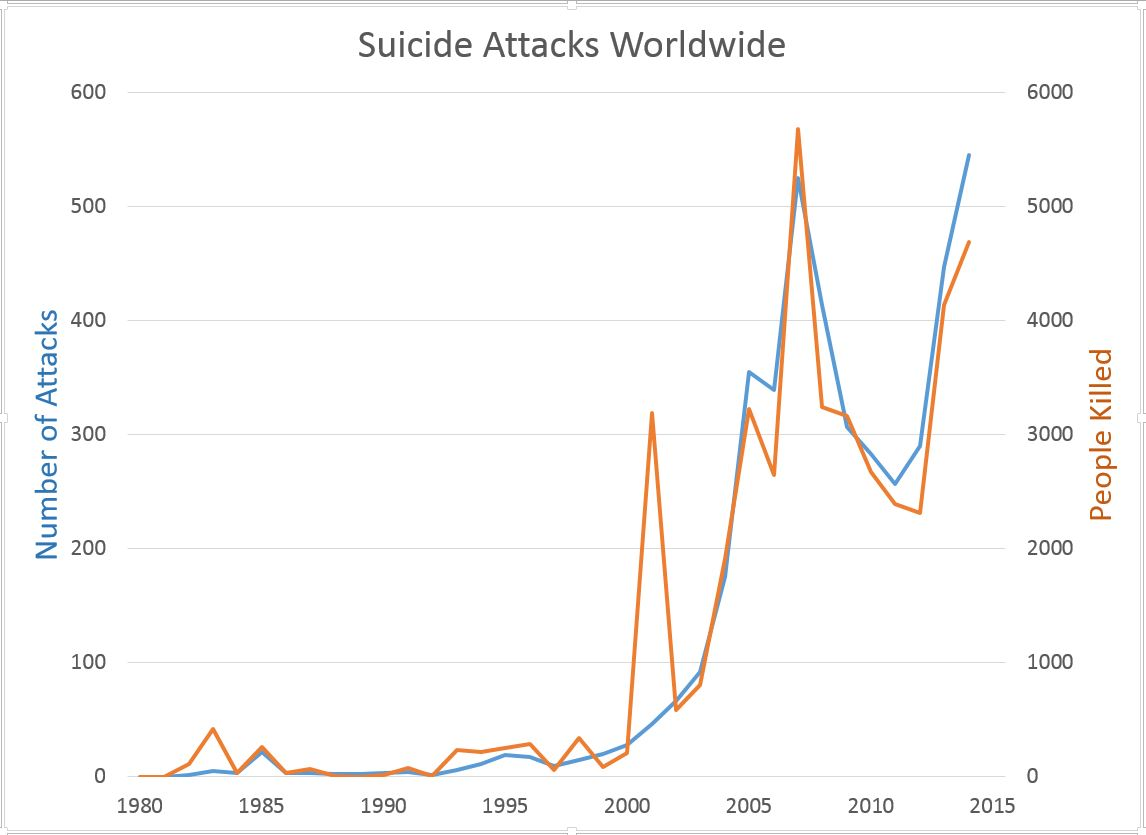
2000年以后，自杀式袭击的数量急剧增加。

对于“自杀”的定义则是另外一个需要主要的问题。受政府聘用的教授艾米·佩达祖尔将自杀式恐怖主义本身定义为「意识到活着回来的几率几乎为零的人所犯下的暴力行为」， 这里包括了有自杀式的攻击行为（如卢德国际机场扫射事件或战场上的自杀冲锋），如果只关注真正意义上的“自杀袭击”，那对于其生存几率应该不是“接近于零”，而是等于零，因为"实施者要求任务成功的所需前提是必须确保自己能够死亡。"。

## 著名自杀攻击事件及人物
- 參孫
- 良弼遇刺事件
- 神風特攻隊，第二次世界大戰時的日本部隊。
- 董存瑞炸碉堡
- 九一一事件
- 聯邦快遞705號班機
- 坦米爾之虎、蓋達組織、伊斯蘭國、博科聖地及塔利班等組織的成員。
- 儿玉誉士夫私宅袭击事件